# 董树屏
董树屏（1909年10月—2000年6月），辽宁沈阳人，中国热能工程专家，清华大学教授，九三学社中央委员会委员，中国共产党党员。